# Albano Lugli
Pour les articles homonymes, voir Lugli.
Albano Lugli (né le 13 novembre 1834 à Carpi, dans l'actuelle province de Modène, en Émilie-Romagne, alors dans les États pontificaux et mort le 8 août 1914  dans la même ville) est un peintre et céramiste italien de la seconde moitié du XIXe et du début du XXe siècle, actif principalement dans sa ville natale de Carpi et à Modène. Il est connu pour ses sujets historiques et religieux.

## Biographie
Né dans une famille modeste, de la région de Modène, aîné de huit enfants, Albano Lugli étudie le dessin et la peinture à l'école élémentaire communale de dessin de Carpi, sous la direction de Claudio Rossi. À quinze ans, en 1849, il s'inscrit à l'académie royale des beaux-arts de Modène, l'Academia Atestina, alors dirigée par Adeodato Malatesta, où il peut poursuivre sa formation et se fait remarquer dans les cours de dessin et de peinture figurative.
Pour l'un de ses premiers travaux, il peint la salle ovale dans le foyer du Théâtre communal de Carpi (1860-61) dans un style proche de celui de l'un des grands maîtres de la Renaissance, Le Corrège, de l'école de Parme.
En 1867, il obtient une bourse et peut se rendre à Florence, où il s'initie à la peinture du quattrocento, sous la direction d'Enrico Pollastrini, professeur à l'Académie des beaux-arts, qui insiste, dans son enseignement, sur le fait que c'est par l'étude et la copie des anciens maîtres que l'on acquiert la compétence. Par la suite, sa manière évoluera vers le style de la pittura di macchia (peinture des points), moins linéaire, et utilisant des coups de pinceau larges, rapides et épais.
Il retourne en 1870 à Carpi et épouse Clarice Rimini, fille du graveur Abramo Rimini. Au début des années 1870, il peint une fresque, la Proclamazione del dogma dell'Immacolata Concezione, pour décorer l'abside gauche du transept de l'église San Niccolò de Carpi, et plus tard, alors qu'il réside à Reggio d'Émilie entre 1874 et 1882, il est encore actif dans sa ville natale. En 1874, il commence, avec Lelio Rossi et Fermo Forti, la décoration dans le style néo-Renaissance de la cathédrale de Carpi, une tâche qui va l'occuper jusqu'en 1890. Il y peint notamment plusieurs médaillons avec des saints dans les voûtes et dans la salle des canons.
Il a peint beaucoup de portraits dont un de Pietro Giannone. Il a été professeur à l'Académie royale de Modène et membre de nombreuses autres académies des beaux-arts.
Il meurt le 8 août 1914 à l'âge de 79 ans à Carpi, où il a été enterré dans le cimetière communal.